# 宇野悦加
宇野 悦加（うの えつか、1984年3月16日 - ）は、元NHK岐阜放送局の女性キャスター。現在はセントラルジャパン所属。

## 経歴
岐阜県海津市出身。血液型はA型。身長157cm。金城学院大学国際社会学科卒業。2006年4月1日JRT四国放送にアナウンサーとして入社。その後、2007年～2009年度にNHK岐阜放送局のキャスターだった。
2010年3月、結婚を機に退職。フリーアナウンサーとして活動中。
NHK文化センター岐阜教室話し方・マナー講師

## 現在の出演番組
- スギ薬局presents教えて！薬大先生（岐阜放送）

## 過去の出演番組
- ほっとイブニングぎふ
- FMニュース
- フォーカス徳島JRT（リポート・中継）

雑誌
2010年5月発売のCheekに掲載